# Miches
Miches è un comune della Repubblica Dominicana di 21.198 abitanti, situato nella Provincia di El Seibo. Comprende, oltre al capoluogo, due distretti municipali: El Cedro-Jobero e La Gina.